# Min (dieu)
Pour les articles homonymes, voir Min.
Dans la mythologie égyptienne, Min est un dieu ithyphallique du neuvième nome de Haute-Égypte qui portait le nom de Minou (le foudre de Min).
Longtemps considéré comme divinité de la fertilité et de la reproduction, l'égyptologue français Jean-Guillaume Olette-Pelletier confirme que Min était un dieu de la foudre et de la royauté ancestrale, associé à la fulgurite. Il est « le taureau de sa mère », la déesse ciel qu'il féconde chaque soir pour donner naissance au soleil. D'autres traditions font de lui le protecteur des pistes du désert Arabique, ou le géniteur qui fertilise la terre pour permettre la moisson.
Il est représenté sous les traits d'un homme momiforme debout le pénis en érection, coiffé de deux hautes plumes et tenant un fléau dans sa main droite levée.
Il finit par être absorbé par Amon pour devenir Amon-Min, puis par Horus devenant Min-Horus capable de faire taire Seth.
Dieu tutélaire de la ville de Coptos, on trouve également des centres de son culte dans les villes de Akhmîm, de Qift et de Louxor.
Min est sans doute une des divinités les plus anciennes de l'Égypte. Figuré à l'époque prédynastique sous l'aspect d'un fétiche, il est représenté dès la Ire dynastie sous forme humaine, le bras droit tenant le flagellum levé dans son dos, la peau couleur noire rappelant la couleur du limon, le phallus (pénis en érection), symbole de fertilité et procréation, une laitue romaine au pouvoir aphrodisiaque souvent à ses côtés. Sa tête est coiffée d'un ruban enserrant deux hautes plumes. Son corps est gainé dans un linceul, ce qui lui donne la forme d'une momie, portant le linceul osiriaque.
Au Nouvel Empire, lors des couronnements ou des jubilés (fête-Sed) le pharaon cherchait auprès de Min à récupérer ses pouvoirs de force et de fertilité. Lors des grandes fêtes de Min au moment des moissons, il coupait la première gerbe qu'il offrait au dieu.
Par syncrétisme, il fut identifié à Amon sous Amon-Min, permettant à Amon de récupérer les pouvoirs de fertilité.
Les représentations du dieu Min sont nombreuses en Égypte et couvrent toute l'histoire pharaonique, faisant de lui l'un des dieux principaux du panthéon égyptien.
Ses lieux de culte sont Coptos, car on attribuait à Min le pouvoir de protéger les routes caravanières qui traversaient le désert oriental en direction de la mer Rouge, et Akhmîm, en Haute-Égypte. Il est aussi avec la déesse Hathor, « la dame de la turquoise et de l'améthyste », le roi et protecteur des mines et des carrières, en somme de tout ce qui est lié à la montagne. Ainsi, de nombreuses stèles sont érigées pour se faire pardonner, car les Égyptiens considéraient les activités minières comme du vol et seuls des monuments et offrandes d'encens pouvaient les pardonner.